# Ester Ståhlberg

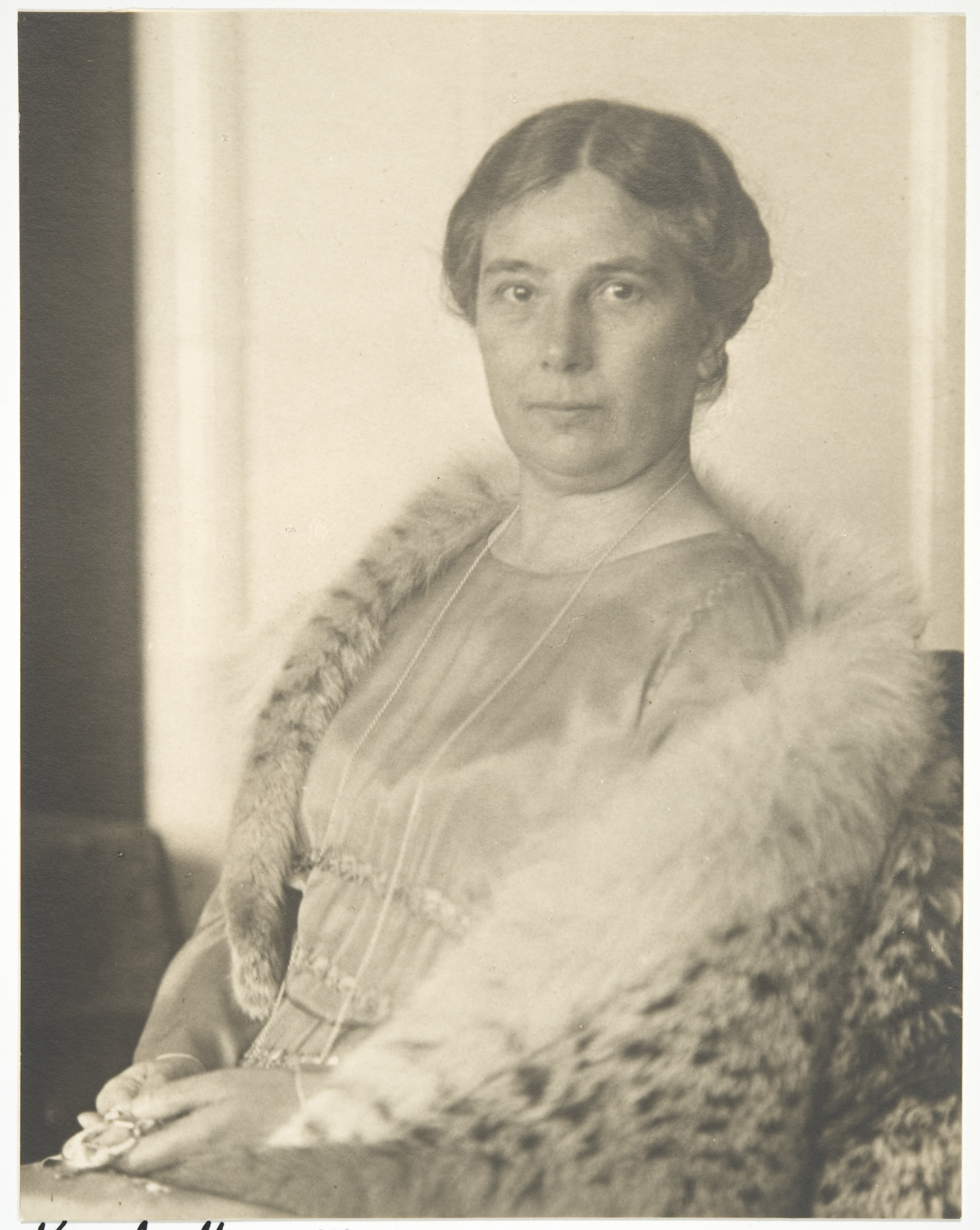
Ester Ståhlberg (um 1920)

Ester Ståhlberg (* 17. Februar 1870 in Vaasa, Großfürstentum Finnland als Ester Elfving; † 21. Juli 1950 in Helsinki) war eine finnische (finnlandschwedische) Schriftstellerin und Hochschullehrerin. Als zweite Ehefrau von Kaarlo Juho Ståhlberg war sie von 1920 bis 1925 die erste First Lady Finnlands. Sie leistete wichtige Arbeit im Bereich des Kinderschutzes und gründete 1922 Finnlands Länderorganisation von Save the Children (schwedisch Rädda Barnen, finnisch Pelastakaa Lapset), um den Opfern des Bürgerkriegs zu helfen. Ståhlberg schrieb auch Kurzgeschichten, Romane und Sachbücher. Ihr Durchbruch war der 1922 veröffentlichte Roman Söndag (schwedisch, deutsch Sonntag). Als wichtigstes Werk gilt jedoch die Biografie über Mathilda Wrede.

## Kindheit und Ausbildung

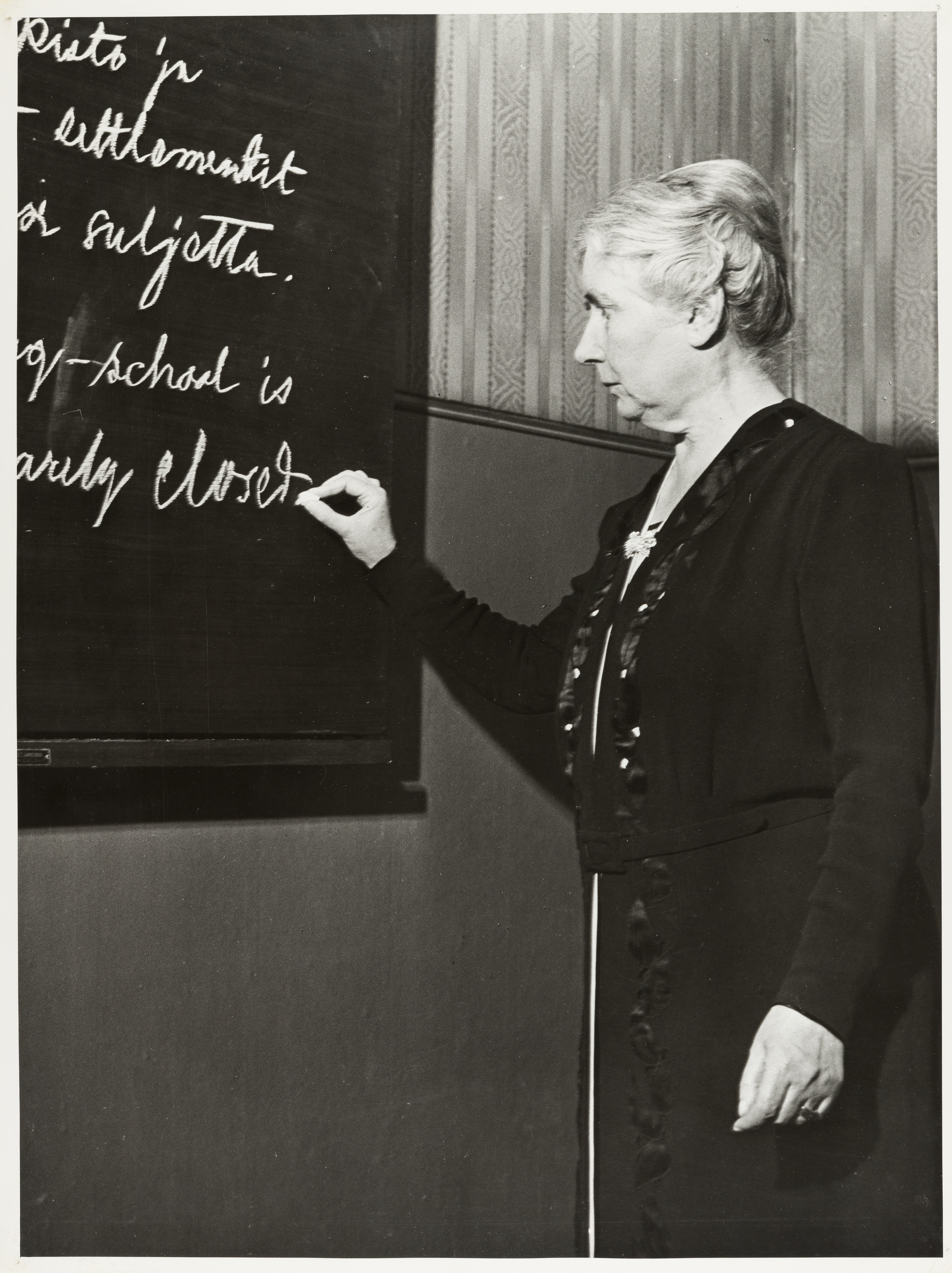
Ester Ståhlberg als Lehrerin

Ester Elfving wurde 1870 in Vasa (finnisch Vaasa), im damaligen Großfürstentum Finnland als eines von sechs Kindern geboren. Ihre Eltern waren Karl Oskar Elfving Sr., der als Bürgermeister tätig war, sowie Jenny Elfving (geb. Nyman), die in der Botanik aktiv war. Sie besuchte die Svenska Privatskolan i Uleåborg, eine schwedischsprachige private Mädchenschule in Oulu, und schloss 1891 ihr Studium des Lehramts an der Universität Helsinki ab. Zwischen 1891 und 1893 arbeitete Elfving als Schwedischlehrerin sowie von 1894 bis 1896 als Dozentin für schwedische Literatur. In den Jahren 1912 bis 1919 war sie Mitglied des Redaktionsausschusses der Zeitschrift Valvoja.

## Ehe mit Karl Hällström
1893 heiratete Elfving den Apotheker Karl Hällström und nahm dessen Nachnamen an. Die Hällströms lebten zunächst in Forssa, dann in Viborg (heute Wyborg in Russland) und schließlich in Sockenbacka (finnisch Pitäjänmäki, heute ein Stadtteil von Helsinki). Das Paar brachte keine leiblichen Kinder hervor, adoptierte dafür aber den 1898 geborenen Dänen Eero und dann die 1908 geborene Lea. Während ihrer Ehe fungierte Ester Hällström als Hausfrau, engagierte sich aber als Mitglied und Vorsitzende des Vorstands der finnischen Schulen in der Gemeinde Tammela. Der Adoptivsohn Eero starb 1916 unerwartet, ein Jahr später verlor Karl Hällström sein Leben.

## Zweite Ehe und Tätigkeit als First Lady

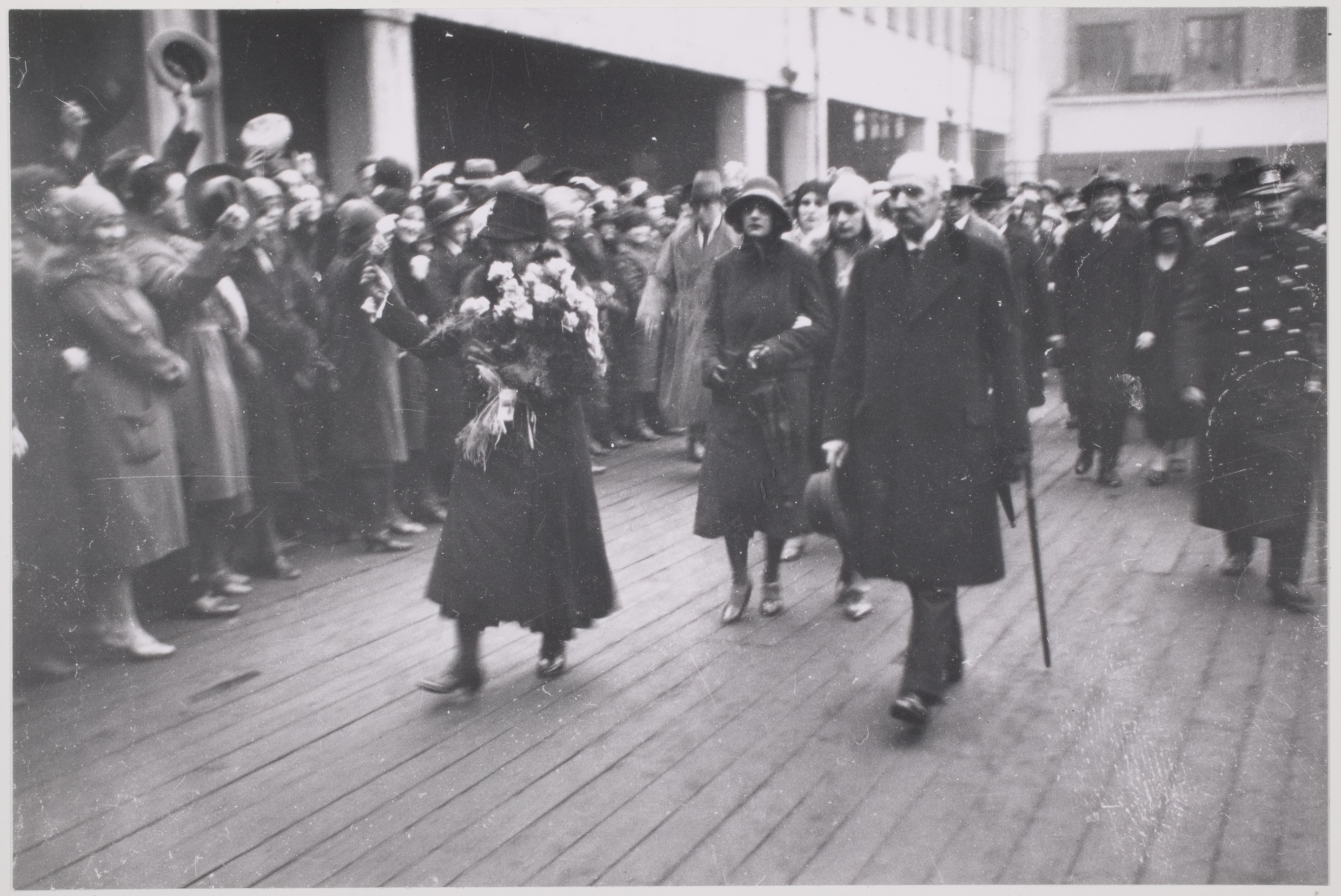
Spaziergang des Ehepaares Ståhlberg am Bahnhof Helsinki

1920 heiratete Ester Hällström Kaarlo Juho Ståhlberg, den ersten Präsidenten Finnlands, und nahm dessen Nachnamen an. Ihr Amt als First Lady trat sie unverzüglich an. Ester Ståhlberg widmete sich mit ganzem Herzen der Aufgabe, First Lady zu sein. Präsident Ståhlberg wurde als ziemlich „steif und starr“ beschrieben, aber ihr gelang es, sein Auftreten zu mildern.
Sie war auch Gastgeberin von Empfängen für Künstler und Diplomaten und trug maßgeblich dazu bei, eine lange Tradition des gesellschaftlichen Lebens im Präsidentenpalast zu begründen. Unter anderem initiierte sie die Mittwochnachmittags-Dinnerpartys für die Ehepartner von Künstlern und Diplomaten in der Hauptstadt – eine Tradition, die bis zum Winterkrieg fortgesetzt wurde. 1925 übernahm Signe Relander die Rolle der First Lady, ihr Mann Lauri Kristian Relander wurde Präsident.

## Tod
Ester Ståhlberg starb am 21. Juli 1950 im Alter von 80 Jahren an Altersschwäche in Helsinki. Zusammen mit ihrem zweiten Ehemann, der zwei Jahre später starb, wurde sie auf dem Friedhof Hietaniemi begraben.

## Werke
- Frans Mikael Franzén, 1905
- Italienska dagar, 1912
- Söndag, 1922
- Den gamla ljusstaken, 1926
- Mot dagbräckningen, 1932
- Se, drömmaren kommer där… , 1933
- Mathilda Wrede, 1938
- Mathilda Wredes testamente, 1938